# 古伊圣安德烈
古伊圣安德烈（法語：Gouy-Saint-André，法語發音：[ɡwi sɛ̃.t‿ɑ̃dʁe]）是法国上法蘭西大區加来海峡省的一个市镇，属于蒙特勒伊区。

## 地理
古伊圣安德烈（50°22'25"N, 1°53'53"E）面积13.34 平方千米，位于法国上法蘭西大區加来海峡省，该省份为法国北部沿海省份，西北濒北海，南至索姆省，东临北部省。
与古伊圣安德烈接壤的市镇（或旧市镇、城区）包括：马雷斯凯勒埃克米库尔、穆里耶、圣雷米欧布瓦、托尔特方丹、欧班圣瓦斯特、康帕涅莱塞丹、杜里耶。

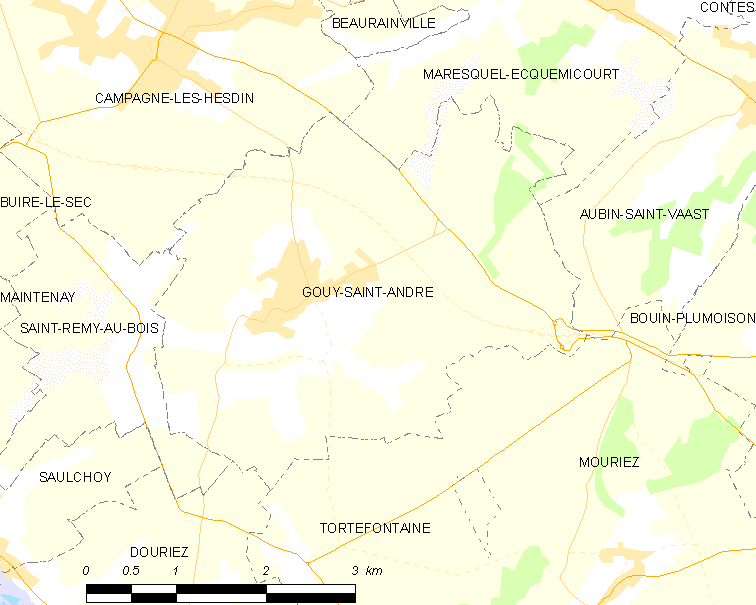
古伊圣安德烈的OSM定位图

古伊圣安德烈的时区为UTC+01:00、UTC+02:00（夏令时）。

## 行政
古伊圣安德烈的邮政编码为62870，INSEE市镇编码为62382。

## 政治
古伊圣安德烈所属的省级选区为欧克西堡县。

## 人口

1962-2008年间古伊圣安德烈人口变化图示

古伊圣安德烈于2022年1月1日时的人口数量为661人。